# Agroeca brunnea
Espèce
Synonymes
- Agelena brunnea Blackwall, 1833
- Philoica linotina C. L. Koch, 1843
- Agroeca haglundi Thorell, 1871

Agroeca brunnea est une espèce d'araignées aranéomorphes de la famille des Liocranidae.

## Distribution
Cette espèce se rencontre en Europe, en Turquie, en Russie, en Chine et au Japon.

## Description

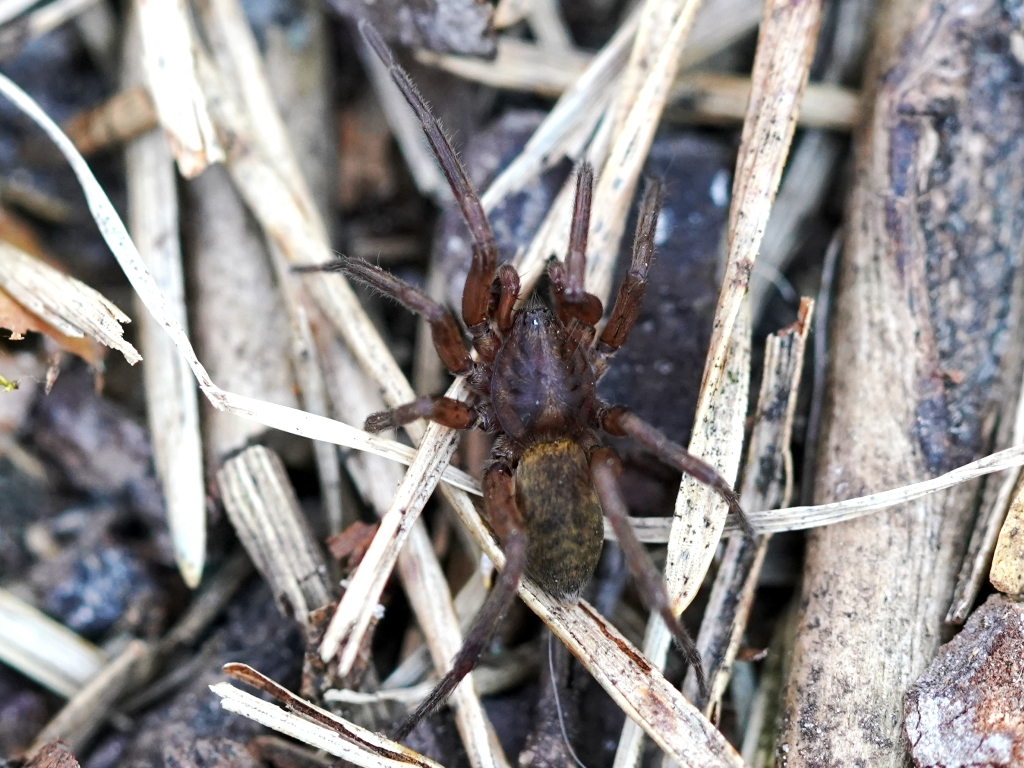
Agroeca brunnea

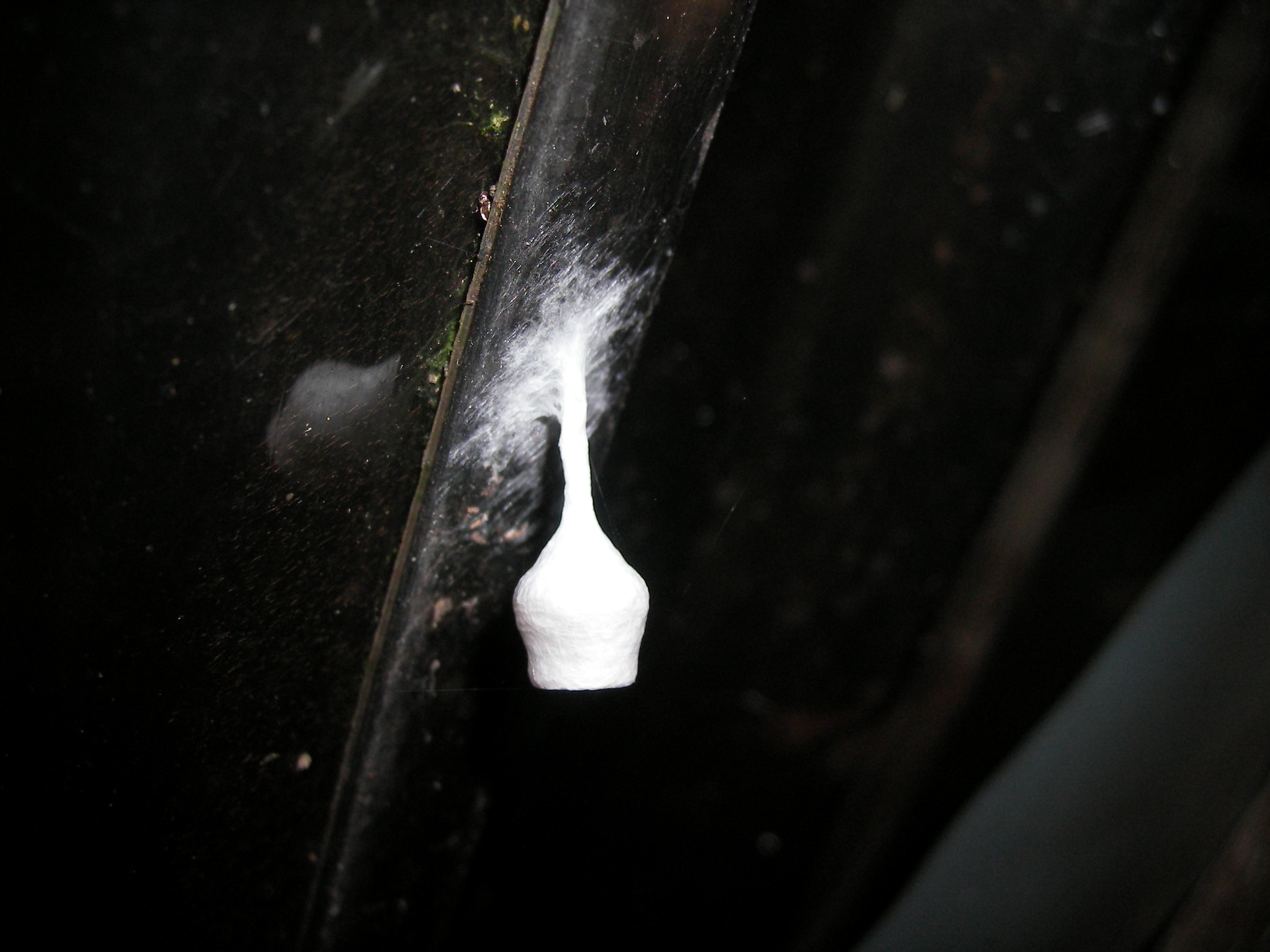
cocon dAgroeca brunnea

Les mâles mesurent de 5,1 à 7 mm et les femelles de 6 à 9,4 mm.

## Systématique et taxinomie
Cette espèce a été décrite sous le protonyme Agelena brunnea par Blackwall en 1833. Elle est placée dans le genre Agroeca par Simon en 1878.
Philoica linotina a été placée en synonymie par Simon en 1878.

## Publication originale
- Blackwall, 1833 : « Characters of some undescribed genera and species of Araneidae. » The London and Edinburgh Philosophical Magazine and Journal of Science, sér. 3, vol. 3 p. 104-112, 187-197, 344-352 & 436-443.